# جاشوا (فیلم ۲۰۰۲)
جاشوا (انگلیسی: Joshua) فیلمی است که در سال ۲۰۰۲ منتشر شد. از بازیگران آن می‌توان به تونی گلدوین، فهرید موری آبراهام و جانکارلو جانینی اشاره کرد.